# 甲府勤番
甲府勤番（こうふきんばん）は、江戸幕府の役職。江戸時代中期に設置され、幕府直轄領化された甲斐国に常在し、甲府城の守衛や城米の管理、武具の整備や甲府町方支配を担った。役職化される以前の、甲府城番についても本項で述べる。

## 甲府城番時代
甲斐国は武田氏滅亡後に徳川氏、豊臣系大名が領し、甲府城が新たに築かれ、甲府を中心とする支配が行われていた。江戸時代初期には国中三郡を治める甲府藩、東部の郡内地方を治める谷村藩が設置されたが、甲府藩は慶長12年（1607年）に徳川義直が尾張清洲に転封されるといったん廃藩となり、慶長12年（1607年）から元和2年（1616年）まで城番制がしかれた。
城番は山高孫兵衛親吉、青木与兵衛信安、入戸野又兵衛門光（門宗）、折井仁左衛門次吉、柳沢三左衛門、小尾彦左衛門重近、馬場民部信成、米倉丹後信継（種継）、山寺仁左衛門信光、曲淵筑後吉清、跡部十郎左衛門胤信、知見寺越前盛之（蔦木盛次）の12人で、2人ずつ10日交代で城番の任に当たった。津金衆である小尾と跡部の他は武川衆であったことから、武川十二騎と呼ばれた。
元和2年（1616年）、徳川忠長（徳川国千代）が藩主となり、最初の城番制は解消された。

## 甲斐一円の幕府直轄領化と甲府勤番支配
宝永元年（1704年）に谷村藩が廃止された柳沢藩主家時代には、甲斐一円は甲府藩支配となっていた。甲州街道を通じて江戸と結ばれる甲斐国は政治的要地と位置づけられていたが、享保年間に将軍徳川吉宗の主導した享保の改革においては幕府直轄領拡大政策が行われた。享保9年（1724年）3月に柳沢吉里が大和国に転封されて甲府藩は廃藩となり、甲斐一円は幕府直轄領化され、甲府町方は町奉行から勤番支配へ、在方は四分代官支配へと移行した。
『徳川実紀』『甲府勤番日記』によれば、甲府城の受け渡しが完了すると同年7月4日には有馬純珍、興津忠閭が赴任し、8月には老中水野忠之から服務内容「於甲府勤番之事」が達せられた。
甲府勤番支配は老中支配下で定員2名、役高は3000石だった。甲府城内大手と山手に配置され、配下に勤番士200名、与力20人、同心50人を付けられ、甲府城の守護と府中政務や訴訟の処理を務めた。
幕府小普請組から多く任命されており、平均着任年齢は50代だった。勤番を機に要職から退くケースも多く、幕臣の素行不良の懲戒や仕事場を失った余剰幕臣の受け皿であり、勤番任命は「山流し」と言われ旗本・御家人にとっては改易一歩寸前の左遷にも等しい職務であるとも評される。著名な人物として、甲府学問所を設立した滝川利雍や『甲斐国志』を編纂した松平定能らがいる。
1778年から老中松平定信が主導した寛政の改革においては、不良幕臣（江戸で役職をもたない、失脚したり失態を犯した幕臣）対策として甲府勝手小普請が併設された。その後、甲斐国内全域に波及した一揆、太枡騒動（1776年）、天保騒動（1836年）が生じると勤番の中からも処分者が出たため、次第に甲斐国は難治の国とされ、甲府勤番は敬遠されるようになった。
慶応2年（1866年）8月5日には甲府勤番支配の上位に甲府城代が設置され、同年12月15日には甲府町奉行が再び設置され、甲府勤番の機能は城代、小普請組、町奉行に分割された。

## 甲府勤番の職制と勤番士の任務
甲府勤番の構成は役宅の所在する追手・山ノ手の2組で、各組の長として甲府勤番支配が置かれ、配下に勤番士100名・与力・同心などが配置された。職制上は老中配下で、遠国奉行の筆頭として江戸城芙蓉之間詰めで、駿府城代と並ぶ地位だった。知行高3000石・役料1000石で、小普請組支配から多く任命された。甲府勤番支配の就任者は享保9年以降に75人で、追手組甲府勤番支配は計38人、山ノ手組甲府勤番支配は37人が就任した。家禄は大半が3000石以上の高禄旗本で、前職は当初の有馬・興津両名が小普請組支配であった慣行から小普請組支配が多い。1000石代のものが登用されることはわずか三例と異例のことで、1650石の曲淵景衡や1400石の建部広充が就任した背景には両者が甲州系の旗本であった可能性が考えられている。
勤番士は石高500石から200俵取りまでで5人ずつの組に編制され、小普請組から多く任命された。任務は甲府城の守衛、城米の管理、武具の整備、町方支配で、「甲府勤番日記」によれば、最も重要な任務である甲府城の守衛は各門を昼夜交代で警備し、弓、鉄砲などの武器は武具奉行が管理した。
甲府勤番は成立当初から武田遺臣の系譜を引く甲州系幕臣の任命が多く、山手支配二代目宮崎成久や追手支配初代興津忠閭、追手二代伊丹勝久らは甲州系の旗本であったことが指摘される。勤番士も徳川忠長や徳川綱重・綱豊に付属していた甲州系家臣が多く登用されており、甲斐当地には武田氏時代の伝統が尊重されていたことが指摘されている。
甲府城は内城区域を内堀で、甲府勤番や勤番士の居住する武家地を二ノ堀で囲郭し、三ノ堀郭内には町人地が分布していた。郭内の北側山手小路には山手役宅、南側追手門前には追手役宅が所在し、追手役宅は現在の甲府市役所敷地内（甲府市丸の内）に比定されている。また、郭内には年貢米を集積する米蔵や御花畑、薬園、馬場、追手門前には学問所である徽典館などの諸施設が所在している。

## 甲府勤番・勤番士の文化的活動
甲府勤番は、元禄年間に増加し幕府財政を圧迫していた旗本・御家人対策として開始されているが、旗本日記などには不良旗本を懲罰的に左遷したとする「山流し」のイメージがあり、「勤番士日記」にも勤番士の不良旗本の処罰事件が散見されている。
勤番士の綱紀粛正のため半年に一度は武芸見分が実施されており、寛政8年（1796年）には勤番支配近藤政明（淡路守）、永見為貞（伊予守）により甲府学問所が創設され、享和3年（1803年）には林述斎から「徽典館」と命名され昌平坂学問所の分校となった。
また、野田成方『裏見寒話』や宮本定正『甲斐迺手振』など甲斐国に関する地誌書を記した勤番士もおり、勤番支配滝川利雍が編纂をはじめ後任の松平定能が引き継いで完成させた『甲斐国志』は、甲斐国に関する総合的な地誌として知られる。

## 研究史
甲府勤番については、近世に『甲陽柳秘録』『甲府略志』『甲陽記録』『裏見寒話』などの地誌類において触れられている。戦後には平沢勘蔵、田渕正和らによる制度史的研究が行われ、『甲府市史』『山梨県史』などの自治体史において関係資料の集成が行われている。『甲府市史』では甲府勤番に関する基本的な史料が集成されているほか、『山梨県史』資料編資料編8近世1（領主）では甲府勤番関係文書を収録し、『県資』9近世2（甲府町方）では甲府町年寄に関する史料が併せて収録されており、甲府町政に関する史料を集成している。また、『県資』8では江戸東京博物館所蔵の甲府勤番士別所家文書や内閣文庫所蔵の多聞櫓文書のうち甲府勤番関係史料を収録しており、甲府勤番士の実態に迫る構成となっているほか、田淵正和「甲府勤番支配就任者変遷一覧」を収録している。